# Idrocefalo
L'idrocefalo è una condizione in cui si ha un accumulo di liquido cefalorachidiano a livello dei ventricoli cerebrali che si dilatano. La complicanza è l'ipertensione intracranica che causa danni al tessuto cerebrale.
L'idrocefalia è quindi un versamento di liquido cefalorachidiano in eccesso esclusivamente all'interno delle cavità ventricolari (idrocefalo non comunicante) o nei ventricoli e nell'intero spazio subaracnoideo (idrocefalo comunicante). In caso l'idrocefalo si sviluppi in un neonato, in un lattante o comunque prima della saldatura fisiologica delle suture craniche, verrà a configurarsi un quadro di macrocefalia.
Valori normali di liquor vanno da 150 a 200 ml. Vengono prodotti dai plessi corioidei nei ventricoli cerebrali (in particolare nei laterali, ma anche nel III e IV ventricolo) circa 350—450 ml di liquido al giorno, garantendo in condizioni normali un abbondante ricambio.

## Clinica
l'idrocefalo si sospetta quando ci si trova di fronte a macrocrania, ipertensione endocranica, una storia precedente di meningite o una storia di prematurità.
Le caratteristiche principali dell'idrocefalo nel neonato sono:
- Macrocrania;
- Occhio a sole calante;
- Sproporzione tra testa e resto del corpo;
- Vene epicraniche particolarmente rappresentate.

La configurazione dei ventricoli dipende anche dall'età di insorgenza dell'idrocefalo. Ad esempio se un idrocefalo esordisce in epoca prenatale si avrà una caratteristica dilatazione dei corni occipitali, dovuta alla maggiore compliance di questa zona del cervello.

## Cause
L'idrocefalo si verifica per tre cause principalmente:
- Iperproduzione a livello dei plessi corioidei
- Blocco della circolazione liquorale
- Riduzione del riassorbimento a livello delle granulazioni del Pacchioni

Nel primo caso si chiama idrocefalo ipersecretivo o comunicante, frequente nei bambini causato da carcinomi o papillomi dei plessi coroidei.
Nel secondo caso si chiama idrocefalo ostruttivo da malformazioni.
Nel terzo caso si chiama idrocefalo ostruttivo o non comunicante principalmente da emorragie o processi infettivi.

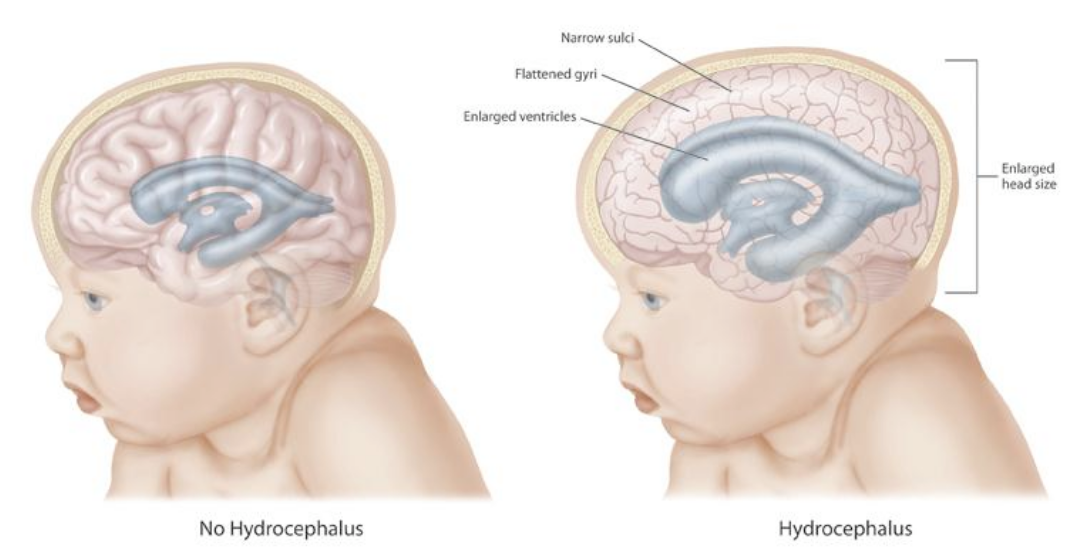

Entrando nello specifico nel neonato può essere causato da malformazioni congenite: 
- Stenosi dell'acquedotto del Silvio: gliosi, forking, sepimentazione;
- Chiari di tipo 2;
- Atresia dei forami del 4° ventricolo;
- Altre malformazioni cerebrali (oloprosencefalia, encefalocele);
- Parte di malformazioni complesse, come acondroplasia, osteogenesi imperfetta, dismorfismi craniofacciali.

## Accertamenti diagnostici
Gli accertamenti che vanno fatti sono:
1. in urgenza: TC, rapido ma espone alle radiazioni;
2. In elezione: RM, più indaginosa e richiede sedazione nel bambino.

## Evoluzione
Non sempre la dilatazione ventricolare, riscontrata in feti in gravidanza, progredisce verso l'idrocefalo, infatti:
- può essere reversibile: il bambino nasce con ventricoli normali o moderatamente aumentati;
- può arrestarsi: la circolazione liquorale riprende e quindi non necessariamente è richiesto un trattamento;
- può evolvere in idrocefalo;
- può essere dovuta ad atrofia normale in un soggetto anziano, atipico in un bambino: l'atrofia nel neonato può derivare da un evento anossico/ischemico perinatale, in questo caso ci sarà microcrania.

## Tipologie
- Idrocefalo comunicante (non ostruttivo)
- Idrocefalo non comunicante (ostruttivo)
- Idrocefalo normoteso
- Idrocefalo idiopatico